# Гельгайм
Гельгайм (нім. Göllheim) — громада в Німеччині, розташована в землі Рейнланд-Пфальц. Входить до складу району Доннерсберг. Центр об'єднання громад Гельгайм.
Площа — 18,02 км2. Населення становить 3860 ос. (станом на 31 грудня 2020).